# Aphanocephalus angulus
Aphanocephalus angulus is een keversoort uit de familie Discolomatidae. De wetenschappelijke naam van de soort is voor het eerst geldig gepubliceerd in 2005 door Pal.